# Pavo (Georgia)
Pavo es una ciudad ubicada en el condado de Thomas en el estado estadounidense de Georgia. En el año 2000 tenía una población de 711 habitantes.

## Geografía
Pavo se encuentra ubicada en las coordenadas 30°57′37″N 83°44′22″O / 30.96028, -83.73944 (30.960341, -83.739352).
Según la Oficina del Censo, la localidad tiene un área total de 4,6 km² (1,8 mi²), de la cual 4,6 km² (1,8 mi²) es tierra y 0 km² (0 mi²) (0.00%) es agua.

## Demografía
Según la Oficina del Censo en 2000 los ingresos medios por hogar en la localidad eran de $22,448, y los ingresos medios por familia eran $25,938. Los hombres tenían unos ingresos medios de $27,000 frente a los  $18,382 para las mujeres. La renta per cápita para la localidad era de $11,915. 